# Euro Hockey Tour 2012-2013
L'Euro Hockey Tour 2012-2013 è la XVII stagione del torneo per nazionali Euro Hockey Tour. È iniziato il 7 novembre 2012 e si è conclusa il 28 aprile 2013. Si sono disputate un totale di 24 partite, 12 per ogni squadra. La stagione è costituito dalla Karjala Cup, dalla Channel One Cup, dagli Oddset Hockey Games e dai Kajotbet Hockey Games.

## Risultato Finale
|    |           | PG | V | VOT | SOT | S | GF | GS | PT |
| -- | --------- | -- | - | --- | --- | - | -- | -- | -- |
| .  | Russia    | 12 | 6 | 2   | 1   | 3 | 34 | 20 | 23 |
| .  | Rep. Ceca | 12 | 6 | 0   | 0   | 6 | 16 | 24 | 18 |
| .  | Finlandia | 12 | 4 | 1   | 2   | 5 | 25 | 25 | 16 |
| 4. | Svezia    | 12 | 5 | 0   | 0   | 7 | 23 | 29 | 15 |

## Karjala Cup
La Karjala Cup 2012 si è giocata tra 7-10 novembre 2012 ed è stata vinta dalla Rep. Ceca. Cinque partite sono state giocate in Finlandia a Turku e una partita in Repubblica Ceca a Praga.
|    |           | PG | V | VOT | SOT | S | GF | GS | PT |
| -- | --------- | -- | - | --- | --- | - | -- | -- | -- |
| 1. | Rep. Ceca | 3  | 3 | 0   | 0   | 0 | 6  | 2  | 9  |
| 2. | Finlandia | 3  | 1 | 1   | 0   | 1 | 5  | 3  | 5  |
| 3. | Russia    | 3  | 1 | 0   | 1   | 1 | 5  | 6  | 4  |
| 4. | Svezia    | 3  | 0 | 0   | 0   | 3 | 4  | 9  | 0  |

## Channel One Cup
La Channel One Cup 2012 si è giocata tra 13-16 dicembre 2012 ed è stata vinta dalla Russia. Cinque partite sono state giocate in Russia a Mosca e una partita in Finlandia a Helsinki.
|    |           | PG | V | VOT | SOT | S | GF | GS | PT |
| -- | --------- | -- | - | --- | --- | - | -- | -- | -- |
| 1. | Russia    | 3  | 3 | 0   | 0   | 0 | 14 | 2  | 9  |
| 2. | Svezia    | 3  | 2 | 0   | 0   | 1 | 9  | 6  | 6  |
| 3. | Finlandia | 3  | 1 | 0   | 0   | 2 | 5  | 9  | 3  |
| 4. | Rep. Ceca | 3  | 0 | 0   | 0   | 3 | 2  | 13 | 0  |

## Oddset Hockey Games
L'Oddset Hockey Games 2013 si è giocato tra 6-10 febbraio 2013 ed è stato vinto dalla Finlandia. Cinque partite sono state giocate in Svezia a Malmö e una partita in Russia a San Pietroburgo.
|    |           | PG | V | VOT | SOT | S | GF | GS | PT |
| -- | --------- | -- | - | --- | --- | - | -- | -- | -- |
| 1. | Finlandia | 3  | 2 | 0   | 1   | 0 | 11 | 6  | 7  |
| 2. | Rep. Ceca | 3  | 2 | 0   | 0   | 1 | 4  | 4  | 6  |
| 3. | Russia    | 3  | 1 | 1   | 0   | 1 | 9  | 6  | 5  |
| 4. | Svezia    | 3  | 0 | 0   | 0   | 3 | 3  | 11 | 0  |

## Kajotbet Hockey Games
L'Kajotbet Hockey Games 2013 si è giocato tra 6-10 febbraio 2013 ed è stato vinto dalla Svezia. Cinque partite sono state giocate in Repubblica Ceca a Brno e una partita in Svezia a Jönköping.
|    |           | PG | V | VOT | SOT | S | GF | GS | PT |
| -- | --------- | -- | - | --- | --- | - | -- | -- | -- |
| 1. | Svezia    | 3  | 3 | 0   | 0   | 0 | 7  | 3  | 9  |
| 2. | Russia    | 3  | 1 | 1   | 0   | 1 | 6  | 6  | 5  |
| 3. | Rep. Ceca | 3  | 1 | 0   | 0   | 2 | 4  | 5  | 3  |
| 4. | Finlandia | 3  | 0 | 0   | 1   | 2 | 4  | 7  | 1  |